# Шихуцька-Мінченко Надія Євгенівна
Наді́я Євге́нівна Шиху́цька-Мі́нченко (початок 1880-х років, Київ — ?) — українська і російська оперна співачка (меццо-сопрано і контральто).

## Життєпис
Співу навчалась у київського педагога Марії Зотової.
1902 року дебютувала в Большому театрі (м. Москва).
1902—1903 — солістка Київської опери.
1903—1904 — солістка Товариства російської опери (театр Солодовнікова, антреприза Кожевнікова).
1904—1905 — солістка Тифліської опери.
1905—1907 — солістка Опери С. Зиміна (Москва).
Виступала на оперних сценах Харкова, Одеси, Петербурга (Народний дім, 1913).
Гастролювала у Франції, Бельгії, Італії, Великій Британії.
1917 року емігрувала до Франції. Серед тих, хто активно виступав на французьких оперних сценах, великим успіхом користувалась і Надія Шихуцька-Мінченко, володарка унікального мецо-сопрано. Однак про її виступи, як і про дальшу її долю відомостей обмаль.

## Партії
- Ваня («Життя за царя» М. Глінки)
- Ратмир («Руслан і Людмила»)
- Марина Мнішек, Господиня корчми, Груня («Ворожа сила»)
- Рогнеда («Рогнеда»)
- Любаша («Царева наречена» М. Римського-Корсакова)
- Ганна («Майська ніч»)
- Лель, Любов, Графиня («Винова краля»)
- Морозова («Опричник» П. І. Чайковського)
- Княгиня («Чародійка»)
- Солоха («Черевички»)
- Марія («Цар і столяр»)
- Шарлотта («Вертер»)

## Записи
- 24778 «Карі очі» («Нащо мені чорні брови»), «Думка» Т. Шевченка (1911?)
- 24779 «Свято в Чигирині» (1911?)[1]
- 24780 Хусточка (обробка Єдлічки)
- 24781 Наталка Полтавка: Віють вітри
- 24782 Дощик капає дрібненько (М. Лисенко)
- 24783 Тандзя (Кажинський)
- 28078 Садко (Римський-Корсаков)
- 28080 Пророк (Джакомо Меєрбер): Ah, mon fils[2][3]

Всього записала 8 творів: арії і романси на грамплатівках в Петербурзі («Пате»: 1911, 1912).